# James McGrigor, 6. Baronet

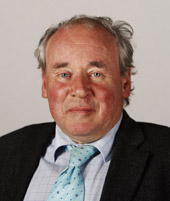
James McGrigor (2011)

Sir James Angus Rhoderick McGrigor, 6. Baronet, meist kurz Jamie McGrigor (* 19. Oktober 1949 in London; † 20. Juli 2025), war ein schottischer Politiker und Mitglied der Conservative Party.

## Leben
McGrigor besuchte die Cladich School, das Eton College und die Universität Neuchâtel. Anschließend war er in der Landwirtschaft tätig und hielt Rinder und Schafe. Außerdem etablierte er die erste Forellenzucht Argylls.
2007 erbte er beim Tod seines Vaters dessen Adelstitel eines Baronet of Campden Hill in the County of Middlesex.

## Politischer Werdegang
Erstmals trat McGrigor bei den Unterhauswahlen 1997 zu nationalen Wahlen an. In seinem Wahlkreis Western Isles erhielt er jedoch nur die dritthöchste Stimmenanzahl und verpasste damit den Einzug in das Britische Unterhaus. Bei den Parlamentswahlen 1999 kandidierte McGrigor im Wahlkreis Western Isles, erhielt jedoch nur 7,9 % der Stimmen. Da McGrigor auch auf der Regionalwahlliste der Konservativen für die Wahlregion Highlands and Islands stand, zog er infolge des Wahlergebnisses als einer von sieben Regionalkandidaten in das neugeschaffene Schottische Parlament ein. Bei den Parlamentswahlen 2003 bewarb er sich um das Direktmandat des Wahlkreises Ross, Skye and Inverness West, konnte aber nur die vierthöchste Stimmenanzahl auf sich vereinen. Er behielt jedoch seinen Parlamentssitz für Highlands and Islands. Ein weiteres Mal kandidierte McGrigor 2005 für das Britische Unterhaus, konnte sich in seinem Wahlkreis Argyll and Bute aber nicht durchsetzen. Auch das Direktmandat des Wahlkreises Argyll and Bute, in dem McGrigor bei den Parlamentswahlen 2007 und 2011 kandidierte, konnte er nicht erringen. In beiden Fällen verteidigte er aber sein Mandat der Wahlregion. Zu den Parlamentswahlen 2016 trat McGrigor nicht mehr an und schied zum Ende der Wahlperiode aus dem schottischen Parlament aus.
McGrigor war Sprecher der Conservative Party für Umwelt, Klimawandel, Europa und Äußere Angelegenheiten. Er lebte in der Region Argyll und war Vater von sechs Kindern. Im Schattenkabinett der Konservativen war er als Minister für Sport und Gemeinden vorgesehen.